# Esporte nacional

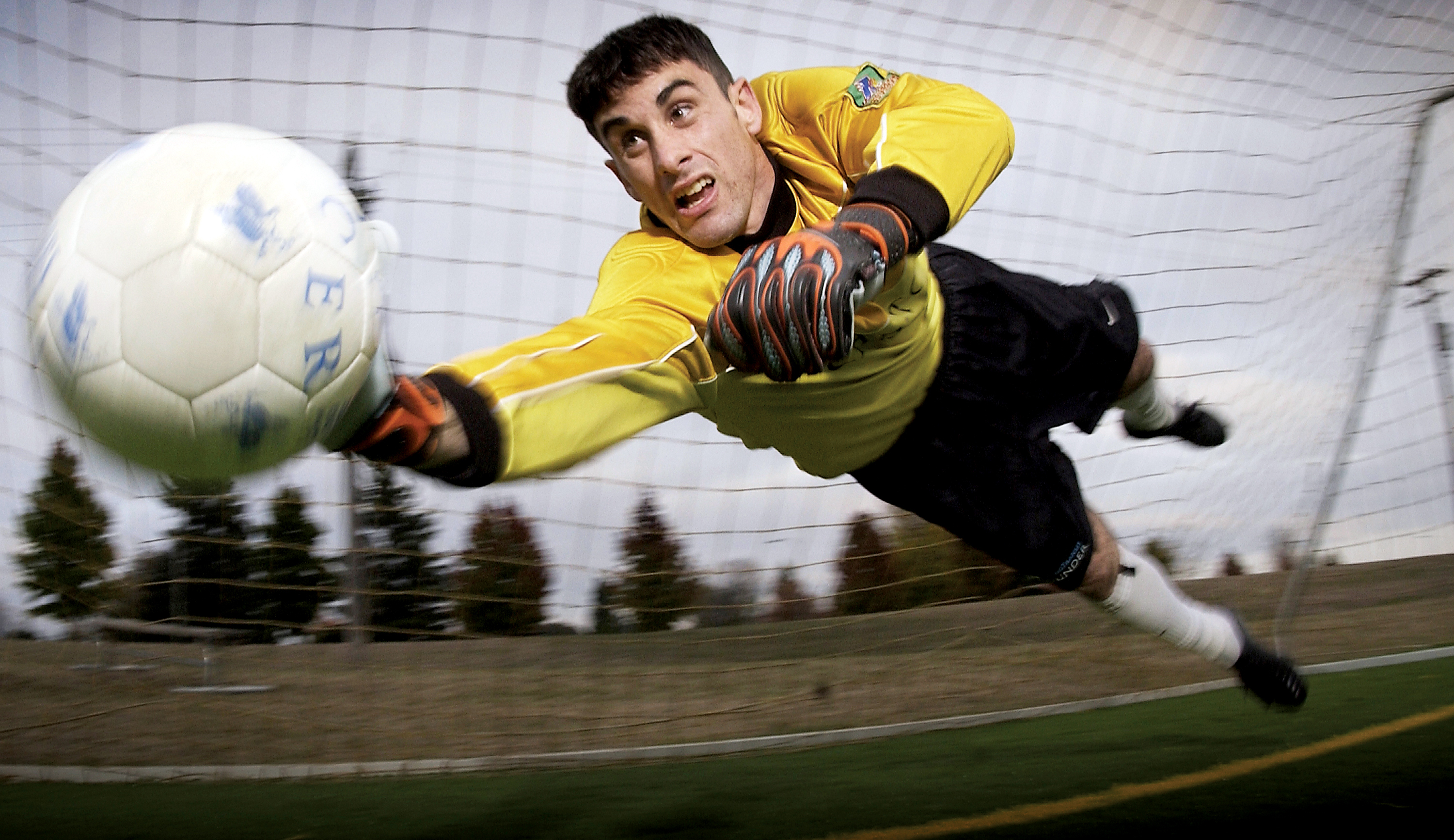
O futebol é considerado o esporte mais popular do mundo.

O esporte(pt-BR) ou desporto(pt-PT?) nacional é o esporte considerado mais popular ou parte de uma cultura de um determinado país. Considera-se em geral um esporte nacional aquele que foi criado no país ou o(s) que tem a maior popularidade no país, ou seja, o(s) que tem o maior número de adeptos.

## Esporte nacionalde jure
O desporto nacional de jure refere-se àquele que é estabelecido por lei.
| País       | Esporte                                               | Ano em que foi definido como tal |
| ---------- | ----------------------------------------------------- | -------------------------------- |
| Argentina  | Jogo do pato                                          | 1953                             |
| Bahamas    | Navegação em chalupas                                 | 1993                             |
| Bangladesh | Kabaddi ("jogo nacional")                             | 1972                             |
| Canadá     | Lacrosse (verão), hóquei no gelo (inverno)            | 1994                             |
| Chile      | Rodeio chileno                                        | 1962                             |
| Colômbia   | Tejo                                                  | 2000                             |
| Filipinas  | Esgrima                                               | 2009                             |
| Irão       | Varzesh-e Bastani, wrestling                          | 1976                             |
| México     | Charreada                                             | 1933                             |
| Nepal      | Dandi Biyo                                            | 1973                             |
| Porto Rico | Paso Fino ("esporte autóctone")                       | 1966                             |
| Sri Lanka  | Voleibol                                              | 1991                             |
| Uruguai    | Destrezas criollas (Destrezas crioulas [i.e. gaucho]) | 2006                             |

## Esporte nacionalde facto
O desporto nacional de facto é aquele que é na prática o mais popular, apesar de não estar estabelecido por lei.
| País                 | Esporte                                       |
| -------------------- | --------------------------------------------- |
| Afeganistão          | Buzkashi                                      |
| Anguila              | Corrida de iates                              |
| Antígua e Barbuda    | Críquete                                      |
| Barbados             | Críquete                                      |
| Bermudas             | Críquete                                      |
| Butão                | Arquearia                                     |
| Cabo Verde           | Futebol, windsurf, kitesurf                   |
| Cuba                 | Beisebol                                      |
| Escócia              | Golfe                                         |
| Eslovênia            | Esqui alpino                                  |
| Estados Unidos       | Beisebol, futebol americano                   |
| Finlândia            | Pesäpallo                                     |
| Granada              | Críquete                                      |
| Guiana               | Críquete                                      |
| Índia                | Hóquei em campo                               |
| Irlanda              | Jogos gaélicos                                |
| Israel               | Futebol                                       |
| Jamaica              | Críquete                                      |
| Japão                | Sumô                                          |
| Letônia              | Basquetebol (verão), hóquei no gelo (inverno) |
| Lituânia             | Basquetebol                                   |
| Madagáscar           | Rugby de quinze                               |
| Noruega              | Esqui de fundo                                |
| Nova Zelândia        | Rugby de quinze                               |
| País de Gales        | Rugby de quinze                               |
| Papua-Nova Guiné     | Rugby de treze                                |
| Paquistão            | Hóquei em campo                               |
| Peru                 | Paleta Frontón                                |
| República Dominicana | Beisebol                                      |
| Roménia              | Oină                                          |
| Rússia               | Bandy                                         |
| Tailândia            | Muay thai                                     |
| Turcas e Caicos      | Críquete                                      |
| Turquia              | Wrestling & Cirit                             |